# Дроздовичи (Самборский район)
Дроздовичи (укр. Дроздовичі) — село в Добромильской городской общине Самборского района Львовской области Украины.
Население по переписи 2001 года составляло 483 человека. Занимает площадь 1,363 км². Почтовый индекс — 82010. Телефонный код — 3238.